# Urchin (Film)
Urchin ist ein Filmdrama und das Spielfilmdebüt von Harris Dickinson. Der in der Londoner Obdachlosen- und Drogenszene spielende Film mit Frank Dillane und Amr Waked in den Hauptrollen feierte im Mai 2025 bei den Internationalen Filmfestspielen in Cannes seine Premiere, wo Dillane als bester Darsteller in der Reihe Un Certain Regard ausgezeichnet wurde.

## Handlung
Mike ist obdachlos und lebt in London. Er war als Kind in lieblosen Pflegefamilien untergebracht und hält nur minimalen Kontakt zu seinen Adoptiveltern. Mike versucht, aus einem Kreislauf der Selbstzerstörung auszubrechen und gleichzeitig sein Leben umzukrempeln. Als ihm der ebenfalls drogenabhängige Nathan sein ganzes Geld stiehlt, schlägt Mike einen ihm eigentlich wohlgesonnen Mann nieder und klaut ihm seine Brieftasche und seine Uhr. Er landet im Gefängnis, nicht das erste Mal.
Nach seiner siebenmonatigen Haftstrafe ist Mike clean und fest entschlossen, dies auch zu bleiben. Er nimmt einen Job als Jungkoch in einem Hotel an und bekommt als Übergangsunterkunft ein Zimmer in einem Hostel, das ihm Sozialarbeiterin Nadia besorgt. Seine Beziehung mit der Immigrantin Andrea geht in die Brüche, als sie ihn beim Feiern versehentlich mit einer Dosis Ketamin aus der Bahn wirft, nichts ahnend, dass Mike gerade einen Entzug durchmacht.

## Produktion

### Filmstab
Regie führte Harris Dickinson, der auch das Drehbuch schrieb. Es handelt sich bei Urchin nach vier Kurzfilmen um sein Regiedebüt bei einem Spielfilm. Bekannt ist der britische Schauspieler aus Hauptrollen in Filmen wie Beach Rats, Postcards from London, Georgie und Babygirl. Filmeditor Rafael Torres Calderon war zuletzt für Filme wie Rodeo von Lola Quivoron, den Dokumentarfilm La Belle de Gaza von Yolande Zauberman und Silver Star von Ruben Amar und Lola Bessis tätig.

### Besetzung und Dreharbeiten
Der Brite Frank Dillane, bekannt aus der Rolle als Tom Riddle in Harry Potter und der Halbblutprinz, spielt in der Hauptrolle den Obdachlosen Mike. In einer weiteren Hauptrolle ist der Ägypter Amr Waked als Mikes Boss Franco zu sehen, der ihm einen Job als Koch gibt. Shonagh Marie spielt die Sozialarbeiterin Nadia und Megan Northam die Immigrantin Andrea mit der Mike eine Beziehung beginnt, die aber in die Brüche geht, als sie ihn versehentlich mit einer Dosis Ketamin aus der Bahn wirft. Regisseur Dickinson spielt in einer Nebenrolle Nathan, einen anderen Obdachlosen und Mikes einzigen Freund. Das Casting übernahm Shaheen Baig.
Die kanadische Kamerafrau Josée Deshaies war zuletzt für die französisch-kanadische Koproduktion The Beast von Bertrand Bonello und die rein französischen Produktionen Passages von Ira Sachs und À son image von Thierry de Peretti tätig.

### Filmmusik und Veröffentlichung
Die im Film verwendete Technomusik steuerte Alan Myson bei. Die Szene, in der Mike von Andrea Ketamin bekommt, ist mit dem Synthie-Pop-Hit Voyage, voyage von Desireless unterlegt.
Die Premiere des Films war am 17. Mai 2025 bei den Internationalen Filmfestspielen in Cannes, wo er in der Reihe Un Certain Regard gezeigt wurde. Anfang Juli 2025 sind Vorstellungen beim Filmfest München geplant und im weiteren Verlauf des Monats beim Internationalen Filmfestival Karlovy Vary. Im August 2025 wird er beim Melbourne International Film Festival gezeigt. Die US-Vertriebsrechte sicherte sich 1-2 Special.

## Rezeption

### Kritiken
Von den bei Rotten Tomatoes aufgeführten Kritiken sind 96 Prozent positiv. Bei Metacritic erhielt der Film einen Metascore von 79 von 100 möglichen Punkten.

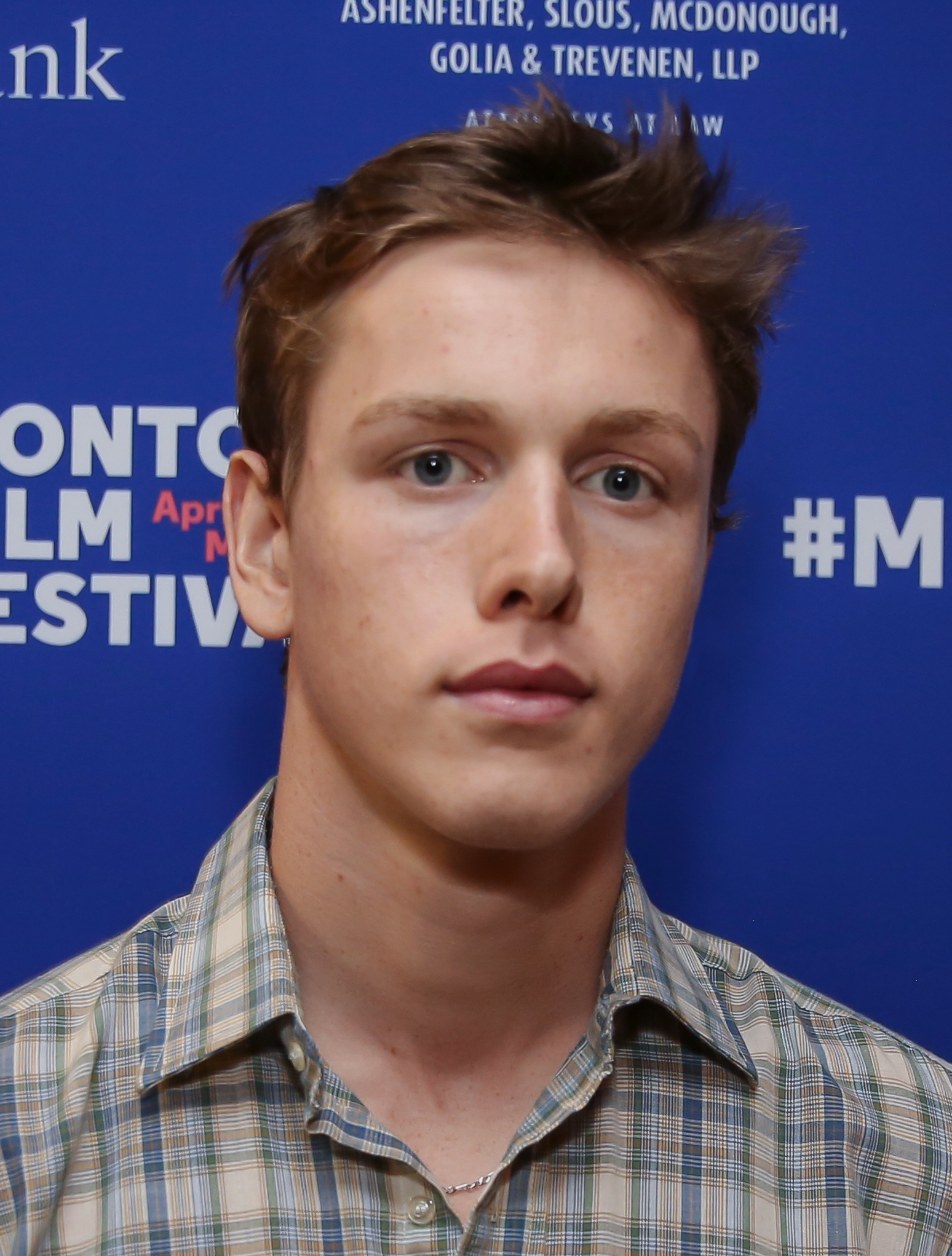
Regisseur Harris Dickinson

Veronica Orciari schreibt in ihrer Kritik für das Online-Filmmagazin Cineuropa, Hauptdarsteller Frank Dillane ziehe mit seinem ungepflegten, zerzausten Aussehen und seiner verblüffenden Ähnlichkeit mit dem jungen Johnny Depp in der Rolle von Mike die Aufmerksamkeit des Publikums von Anfang an auf sich und halte sie den ganzen Film über aufrecht. Die ganze Aufmerksamkeit richte sich glücklicherweise auf Dillane. Die Nebenfiguren drehten sich um ihn, den berauschten „Sonnenschein“, der sich nicht lange an einen von ihnen binden kann, selbst als die Liebe in greifbare Nähe rückt. Besonders das großartige Sounddesign und der perfekt ausgewählte Soundtrack in Kombination mit den visuellen Effekten und dem passenden Filmschnitt machten Urchin zu einem interessanten Werk und einem unglaublich gelungenen Debüt von Harris Dickinson. Die größte Stärke des Films sei aber seine Weigerung, ein Urteil zu fällen. Das Drehbuch biete neben Tragischem auch zahlreiche unbeschwerte Momente, die eine gelungene Balance zwischen Humor und Melodrama schaffen würden. Mache Szenen schienen von Filmen wie Taxi Driver inspiriert, andere wieder erinnerten an die visuell gewagtesten Szenen britischer Erfolgsfilme wie Trainspotting und Under the Skin. Auch an Ken Loachs Werk müsse man denken, obwohl Urchin zweifellos einen deutlich poppigeren Ton anschlage.

### Auszeichnungen
Biarritz Film Festival 2025
- Nominierung im Wettbewerb[16]

Filmfest München 2025
- Nominierung im Wettbewerb CineVisions[9]

Internationale Filmfestspiele von Cannes 2025
- Nominierung in der Reihe Un Certain Regard
- Nominierung für die Caméra d’Or
- Auszeichnung als Bester Darsteller in der Reihe Un Certain Regard (Frank Dillane)[17]

Jerusalem Film Festival 2025
- Lobende Erwähnung International Debuts Competition[18]

Melbourne International Film Festival 2025
- Nominierung Bright Horizons Competition[19]

National Film Awards 2025
- Nominierung als Bester britischer Film
- Nominierung als Bester Spielfilm
- Nominierung als Bestes Filmdrama[20]